# Teodorico III de Holanda
Teodorico III de Holanda, llamado Teodorico de Jerusalén (hacia 980 - 27 de mayo de 1039), fue conde de Holanda desde 995 a 1039. Agrandó sus tierras tomando tributo a los mercaderes que descendían por los ríos Merwede y Mosa. Logró imponerse militarmente a los obispos renanos, consiguiendo para su condado una amplia independencia política y comercial frente al Sacro Imperio Romano Germánico.

## Un modesto vasallo
El condado de Holanda era entonces una región muy diferente de la que es en la actualidad, pues era una tierra muy pantanosa y poco habitada. La población residía principalmente en las zonas litorales de dunas y a lo largo de los valles de los ríos.
Teodorico III, hijo de Arnulfo, conde de Holanda, y de Lutgarda de Luxemburgo, pertenecía a la familia de los Gerolfinos, una importante familia feudal del Sacro Imperio que llegó a ser la Casa de Holanda. Sucedió a su padre a la edad de 12 años, por lo que su madre Lutgarda de Luxemburgo, cuñada del emperador Enrique II el Santo, fue regente del condado desde 995 hasta 1005.
Tras la muerte de Lutgarda, los frisones no reconocieron al joven conde, pero él les forzó a concluir un tratado de paz por el que se comprometían, en reconocimiento de la protección que les concedía, al pago del diezmo de las rentas anuales.
Pero la paz fue turbada pronto por la invasión normanda de 1009. Los normandos tomaron y sometieron a pillaje la ciudad comercial de Tiel y el monasterio de Saint Wailbourg, aunque se retiraron precipitadamente cargados de un rico botín al aproximarse el ejército de Godofredo, gobernador de Gueldre. Sin embargo, ello no impidió que regresaran al año siguiente para atacar Utrecht. No obstante, fuera por respeto a la sede episcopal o al santo varón que la ocupaba, el obispo Ansfrido, pasaron sin causar daño a la ciudad y se retiraron de la región.
Antes de 1018, Teodorico III no era más que un pequeño vasallo de Enrique II, pero su feudo era una importante posición estratégica. Utrecht, situada en el delta del Rin, era una ciudad comercial y los mercaderes tenían que atravesar las tierras de Teodorico para, siguiendo el Rin y el Vecht, llegar al mar del Norte.
Teodorico III se dedicó a aumentar sus fuerzas y posesiones en la ribera del Mosa. En su lucha con el obispo de Utrecht le arrebató varios dominios.
Bajo el emperador Enrique II el Santo cambió la situación política. La política real, que se apoyaba cada vez más en los obispos, provocó un conflicto de intereses entre Utrecht y el conde frisón. Teodorico III construye junto al río Merwede la fortaleza de Dordrecht, lo que perjudicaba a la vez al prelado y a los mercaderes de Tiel, que enviaron mensajes de alarma al emperador Enrique II el Santo, aliado del arzobispo de Utrecht. El emperador decidió poner fin al condado de Holanda y cedió sus tierras al arzobispo Adalboldo II de Utrech.

## La batalla de Vlaardingen y sus consecuencias
La campaña militar que emprende en 1018 el duque Godofredo I de la Baja Lorena, acompañado del príncipe-obispo Balderico II de Lieja y de los obispos de Colonia y de Utrecht, para castigar al conde acabó en fracaso. El ejército imperial fue deshecho el 29 julio de 1018 en el bosque de Merwede, cerca de Vlaardingen, pues se perdió en las ciénagas, donde los hombres de Teodorico maniobraban fácilmente. El duque Godofredo cayó en manos de los vencedores.
El obispo Adalboldo II de Utrecht tuvo que adaptarse a su molesto vecino; se reconcilió con él, pues ningún otro se hallaba en situación de proteger el país si surgía algún enemigo temible, y el papel del conde de Frisia occidental quedó así netamente definido y reforzado.
Teodorico III afianzó su poder por la batalla de Vlaardingen. Antes del conflicto, el conde no tenía el derecho a percibir impuestos y peajes de ninguna clase para no entorpecer el comercio. Después de esta victoria, el emperador reconoció a Teodorico III el dominio sobre la Frisia occidental, así como el derecho impuesto sobre los navíos mercantes.
Al morir Teodorico, el ejército imperial intentó recuperar las tierras de los  condes de Holanda y obtuvo un éxito parcial y temporal. Teodorico V, el nieto de Teodorico III, ayudado por su suegro Roberto el Frisón, acaba la reconstitución del feudo de su abuelo.
Teodorico viajó como peregrino a Tierra Santa. Aunque se ignora la fecha, algún autor aventura que pudo ser en 1030.

## Matrimonio y descendencia
Teodorico III se casó con Otelandis (993 † 1044), hija de Bernardo I, margrave de Nordmarck.  Tuvieron cuatro hijos:
- Teodorico IV († 1049), conde de Holanda
- Florencio I (1017 - 1061), conde de Holanda
- Bertrada, casada con Teodorico, conde de Katlenbourg († 1056)
- Suanehilde, casada con Emmon († 1078), conde de Looz